# (698) Эрнестина
(698) Эрнестина (англ. Ernestina) — астероид главного пояса, который был открыт 5 марта 1910 года американским астрономом Джозефом Хелффричем в Гейдельбергской обсерватории и назван в честь Эрнста Вольфа, сына немецкого астронома Макса Вольфа. 
Тиссеранов параметр относительно Юпитера — 3,261.
В результате фотометрических исследований астероида в Болгарской национальной астрономической обсерватории Рожен был уточнён его период вращения — 5,07 часа.